# Милорадович Леонід Олександрович
Леон́ід Олекс́андрович Милор́адович (рос. Леонид Александрович Милорадович; *1841 — †1908) — нащадок українського аристократичного роду Гетьманщини, дипломат, державний діяч Російської імперії, публіцист, патріот Гетьманщини. Подільський губернатор. Одружений з прапраонучкою Гетьмана Кирила Розумовського. 

## Біографія
Належав до відомого українського шляхетського і графського роду сербського походження. Дипломат, державний діяч і публіцист дворянсько-консервативного напряму. Автор праці «Преображённая жизнь христианина» (1899).
1862 року — секретар російського посольства у Штутгарті.
У 1863–1870 роках перебував під наглядом поліції за «українофільство» і зв'язки з російськими революціонерами за кордоном (Герцен).
Згодом (1878) став київським віце-губернатором, а в 1879–1882 рр. — подільським губернатором. Завдяки його зусиллям було відновлено відомий кам'янецький театр 1880 року (не зберігся).
1894 року — таємний радник.
Дружина Леоніда Олександровича — Олександра Олександрівна (до шлюбу Васильчикова; 1860–1927) — дочка директора Імператорського Ермітажу Олександра Васильчикова, поетеса і перекладачка («Сказки, переводы и стихотворения», Москва, 1902).
Помер 1908 року.